# Kya (Frøya)
Kya est une île et un village de pêcheurs de la commune de Frøya , en mer de Norvège dans le comté de Trøndelag en Norvège.

## Description
L'île de Kya est située au sud-ouest de Sula, dans le fjord de Folda et se compose de deux îlots adjacents. Son petit port est protégé par un brise-lames. L'île est désormais une propriété privée qui contient quelques rorbus et le phare de Kya sur un îlot à proximité.

## Galerie

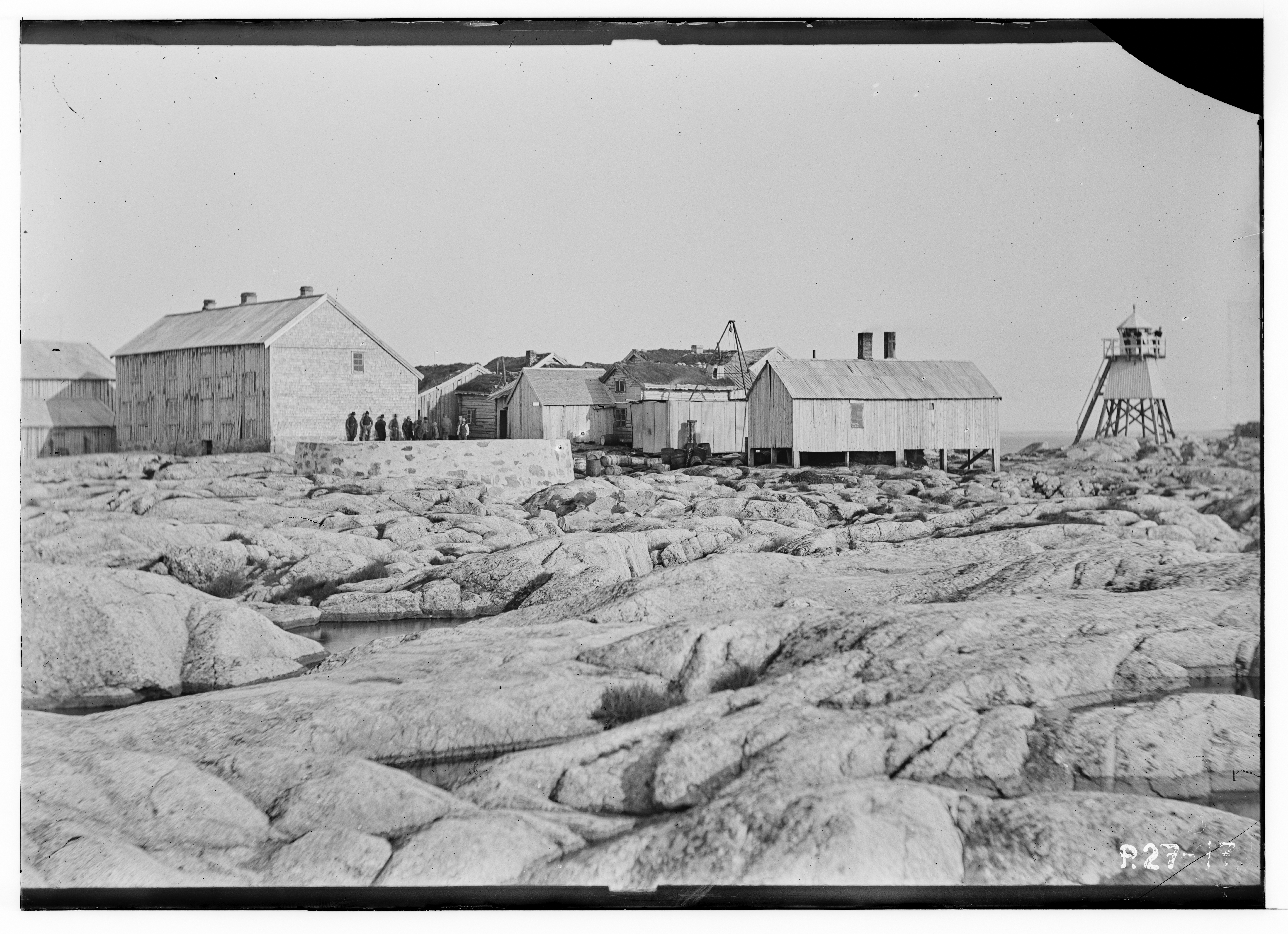
Kya (1900-1910)
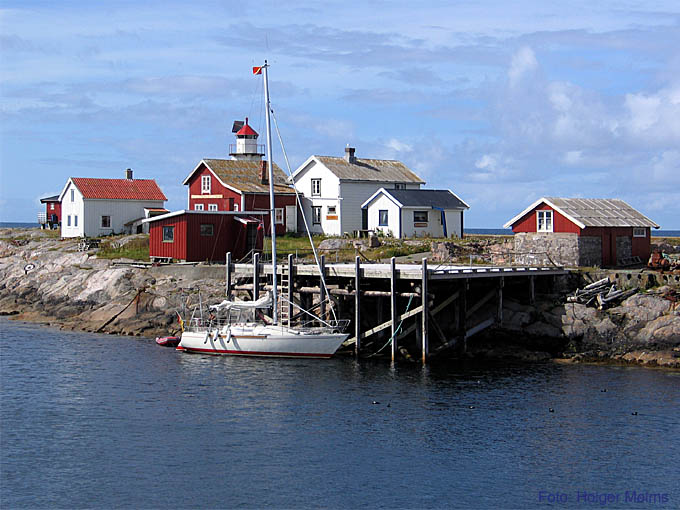
Kya (2006)
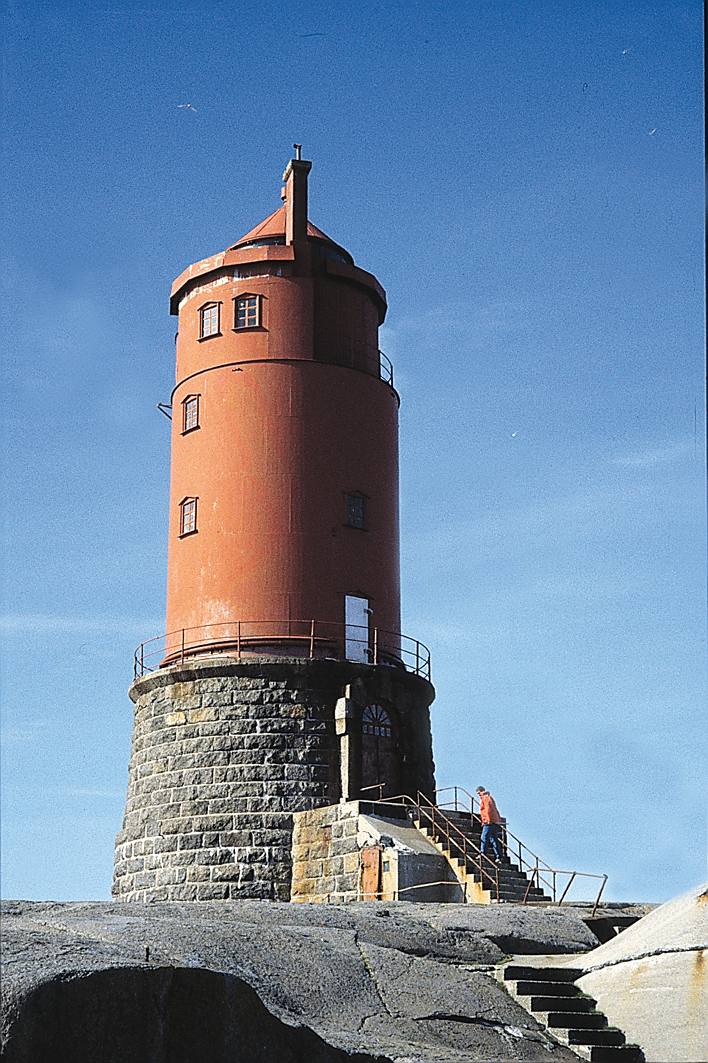
Phare de Kya